# Luisa Diogo
Luísa Dias Diogo (født 11. april 1958) har været premierminister i Mozambique siden februar 2004. Hun erstattede Pascoal Mocumbi, som havde været premierminister i de forrige ni år. Før hun blev premierminister, var hun planlægnings- og finansminister og hun fortsat dette embede. Hun er den første kvindelige premierminister i Mozambique. Diogo repræsenteter partiet FRELIMO.
Diogo studerede økonomi ved Maputos Eduardo Mondlane Universitet. Hun fik bachelor-grad i 1983 og en mastergrad i finansøkonomi ved Universitetet i London i 1992. I 1980 begyndte hun at arbejde i Mozambiques finansdepartement. Hun blev leder af en afdeling i 1986, og i 1989 blev hun direktør for nationalbudgettet. Derefter arbejdede hun for Verdensbanken som programofficer i Mozambique. I 1994 sluttede hun sig til FRELIMO-regeringen som vice–finansminister .
Hun var den internationale gæstetaler ved det britiske Labour-partis konference i september 2005.